# Station Rotterdam Zuid
Rotterdam Zuid is een station in Rotterdam gelegen aan de spoorlijn Rotterdam Centraal - Dordrecht. De halte werd op 2 mei 1877 geopend, pas in 1958 kwam er een stationsgebouw, ontworpen door architect Sybold van Ravesteyn. In 1988 werd dit gebouw gesloopt om ruimte te maken voor de bouw van de Willemsspoortunnel. In 1993 werd een nieuw modern traversestation geopend, een ontwerp van architect Harry Reijnders die ook het datzelfde jaar geopende nieuwe station Rotterdam Blaak ontwierp.
De zijperrons worden heel weinig gebruikt, bijna alle treinen die op dit station stoppen doen dat aan het middenperron. Dit laatste is dan ook het enige met aan de zuidzijde ook een in/-uitgang.
Het is een station met poortjes.

## Treinen
Het station wordt in de dienstregeling 2025 door de volgende treinseries bediend:
| Serie | Treinsoort    | Route | Bijzonderheden                                                    |
| ----- | ------------- | --- | ----------------------------------------------------------------- |
| 5000  | Sprinter (NS) | Den Haag Centraal – Den Haag HS – Delft – Schiedam Centrum – Rotterdam Centraal – Rotterdam Blaak – Rotterdam Zuid – Rotterdam Lombardijen – Dordrecht | Rijdt niet na 20:00 uur en in het weekend.                        |
| 5100  | Sprinter (NS) | Den Haag Centraal – Den Haag HS – Delft – Schiedam Centrum – Rotterdam Centraal – Rotterdam Blaak – Rotterdam Zuid – Rotterdam Lombardijen – Dordrecht |                                                                   |
| 5200  | Sprinter (NS) | Den Haag Centraal – Den Haag HS – Delft – Schiedam Centrum – Rotterdam Centraal – Rotterdam Blaak – Rotterdam Zuid – Rotterdam Lombardijen – Dordrecht | Rijdt enkel van maandag tot en met donderdag tot circa 19:00 uur. |

## Bussen
| Lijn | Bestemming | Via | Bijzonderheden |
| ---- | ---------- | --- | --- |
| 32   | Overschie  | Feijenoord, Koninginnebrug, Willemsbrug, Station Blaak, Westblaak, Eendrachtsplein, Dijkzigt, Heemraadsplein, Mathenesserplein, Kleinpolderplein, Overschie | |
| 66   | Zuidplein  | Spoorweghaven, Polderlaan, Hillevliet, Lange Hilleweg, Strevelsweg, Ikazia Ziekenhuis, Ahoy, Zuidplein                                                      | In Feijenoord wordt deze lijn als ringlijn gereden. Na halte Damstraat wordt vanaf halte Burgdorfferstraat dezelfde route weer vervolgd terug naar het Zuidplein. |
| 66   | Feijenoord | Rosestraat, Burgdorfferstraat, Vrij Entrepot, Nassauhaven, Zinkerstraat, Persoonsdam, Damstraat, Burgdorfferstraat                                          | In Feijenoord wordt deze lijn als ringlijn gereden. Na halte Damstraat wordt vanaf halte Burgdorfferstraat dezelfde route weer vervolgd terug naar het Zuidplein. |

## Foto's

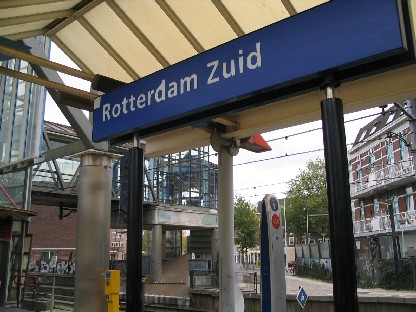
Stationsnaambord
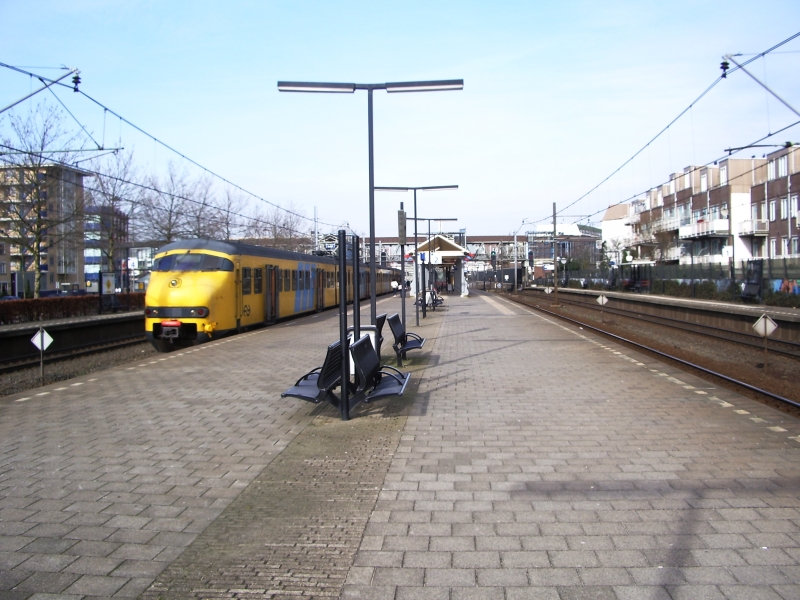
De perrons
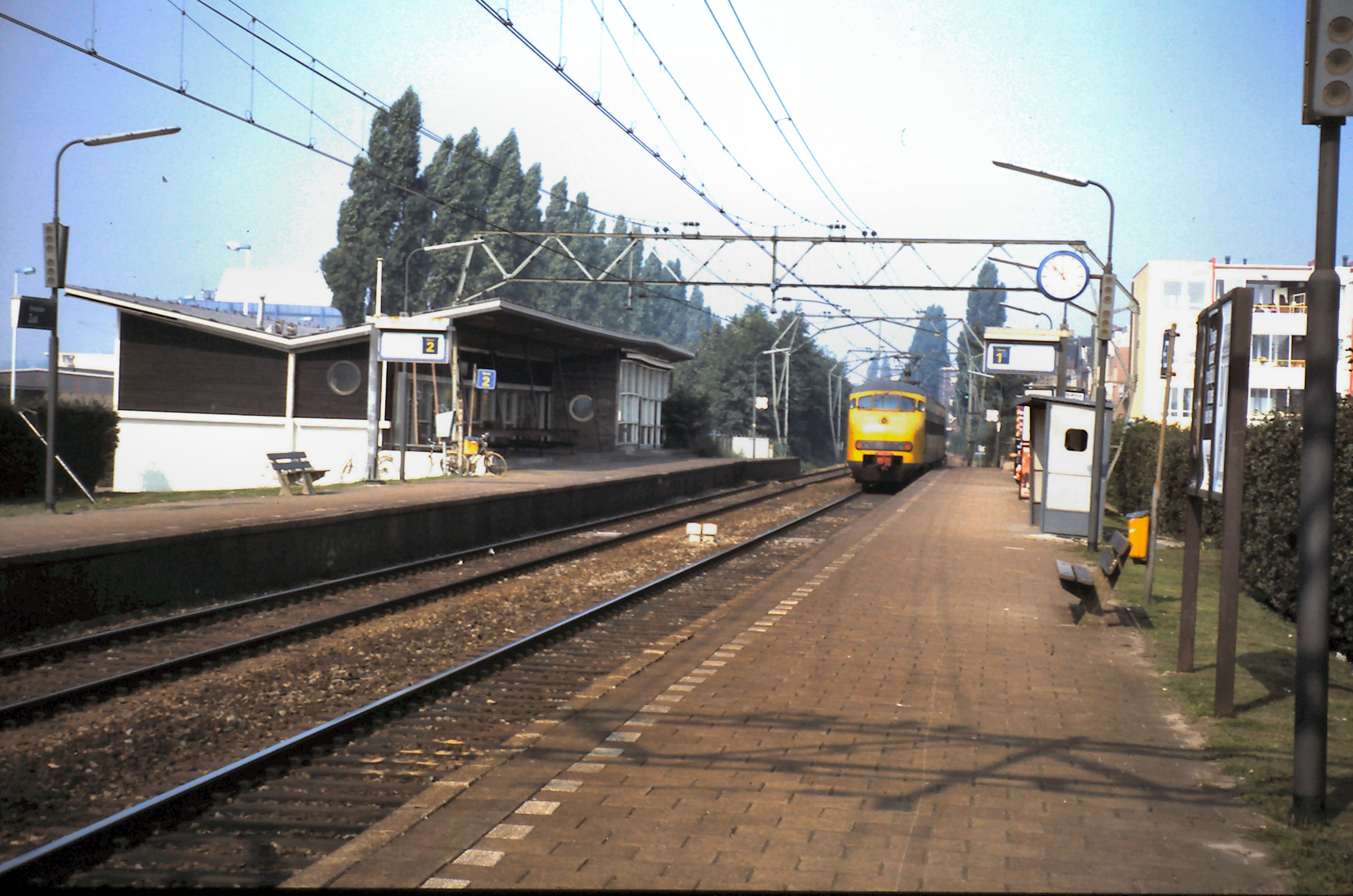
Het oude station in 1986

## Ontwikkeling aantal reizigers
Het aantal door NS vervoerde reizigers (per gemiddelde werkdag) ontwikkelde zich sedert 2019 als volgt:
| Jaar | Aantal reizigers |
| ---- | ---------------- |
| 2019 | 3.658            |
| 2020 | 1.823            |
| 2021 | 2.155            |
| 2022 | 2.769            |
| 2023 | 3.227            |
| 2024 | 2.894            |

0,0: Breda ·
4,8: Breda-Prinsenbeek ·
6,0: Beek ·
10,8: Langeweg ·
14,9: Lage Zwaluwe ·
18,2: Moerdijk SS (voorm. einde) ·
21,1: Willemsdorp ·
26,9: Dordrecht Zuid ·
29,5: Dordrecht ·
31,5: Zwijndrecht ·
39,1: Barendrecht ·
42,2: Rotterdam Lombardijen ·
43,8: IJsselmonde ·
44,0: Rotterdam Stadion ·
45,0: Mallegat ·
45,1: Rotterdam Zuid ·
46,2: Fijenoord ·
47,5: Rotterdam Blaak ·
49,1: Rotterdam Centraal
Alphen a/d Rijn ·
Arkel · 
Barendrecht · 
Bodegraven · 
Boskoop · 
-Snijdelwijk · 
Boven Hardinxveld · 
Capelle Schollevaar · 
De Vink · 
Delft · 
-Campus · 
Den Haag:
-Centraal · 
-HS ·
-Laan van NOI · 
-Mariahoeve · 
-Moerwijk · 
-Ypenburg · 
Dordrecht · 
-Stadspolders ·
-Zuid ·
Gorinchem · 
Gouda · 
-Goverwelle · 
Hardinxveld:
-Blauwe Zoom · 
-Giessendam · 
Hillegom · 
Lansingerland-Zoetermeer · 
Leiden:
-Centraal · 
-Lammenschans · 
Nieuwerkerk a/d IJssel · 
Rijswijk · 
Rotterdam:
-Alexander · 
-Blaak · 
-Centraal · 
-Lombardijen · 
-Noord · 
-Stadion · 
-Zuid · 
Sassenheim · 
Schiedam Centrum · 
Sliedrecht · 
-Baanhoek · 
Voorburg · 
Voorhout · 
Voorschoten ·
Waddinxveen · 
-Noord ·
-Triangel ·
Zoetermeer · 
-Oost · 
Zwijndrecht
Geplande stations:
Gorinchem Noord · Hazerswoude-Koudekerk · Schiedam Kethel
Voormalige stations: zie de lijst van voormalige spoorwegstations in Zuid-Holland